# 川村禎三
川村 禎三（かわむら ていぞう、1922年7月14日 - 2003年1月16日）は、日本の柔道家（講道館9段）。

## 経歴
岩手県矢巾町に生まれ、旧制盛岡中学校（のちの県立盛岡第一高校）へ進学。中学時代には、旧制仙台二高が開催していた近県の団体戦柔道大会で圧倒的な体格と強さを発揮し、旧制盛岡中学を優勝に導いた。また中学5年次の1940年6月には、岩手県予選を勝ち抜き府県選士として紀元二千六百年奉祝天覧武道大会にも出場、予選リーグ戦を勝ち抜くには及ばなかったものの、20代・30代の精鋭が集う中にあって弱冠17歳（最年少）での川村の出場は快挙であった。
1941年に東京高等師範学校体育科二部（柔道専攻）に入学し、また同年5月に講道館へ入門して僅か2カ月後には4段位を許された。
高師での学生時代には永岡秀一や橋本正次郎、大滝忠夫、松本芳三らの指導のもと、同期の安部一郎（のち10段）らと共に厳しい稽古に明け暮れた。1944年、5段で同校を卒業。
卒業後は東京第二師範学校（のち1949年に東京学芸大学に改組）に着任し、講師、助教授、教授を歴任する。この間、得意技の跳腰や体落を武器に、1948年の全国十地区対抗大会に東京代表として選出され優勝を飾ったほか、6段位にあった1951年9月の第4回全日本東西対抗大会では東軍選手として七将で出場。
1953年から55年まで英国に留学し、1953年にベルギーのブリュッセルで開催された第4回ヨーロッパ選手権大会では、フランス在住の粟津正蔵やオランダ在住の道上伯らと共に審判員を務めた。この大会の4段の部の決勝戦、フランスのアンリ・クルティーヌとオランダのアントン・ヘーシンクとの試合では、クルティーヌの小内刈の技あり判定に対しフランス側から抗議が出て試合が一時中断するなどしたが、川村の筋の通った説明で事態を収拾している。
| 段位 | 年月日         | 年齢 |
| ---- | -------------- | ---- |
| 入門 | 1941年5月7日   | 18歳 |
| 3段  | 1941年5月15日  | 18歳 |
| 4段  | 1941年7月1日   | 18歳 |
| 5段  | 1943年7月1日   | 20歳 |
| 6段  | 1949年1月17日  | 26歳 |
| 7段  | 1957年11月20日 | 35歳 |
| 8段  | 1971年5月1日   | 48歳 |
| 9段  | 1992年4月      | 69歳 |

帰国後は東京都三鷹市の牟礼に住居を構えて1975年からは筑波大学教授となり、1978年から1982年まで大学院修士課程長を務める。1986年に定年退職して筑波大学名誉教授を拝命。同年4月から講道館審議部調査部長として段位認定に関する業務に携わった。その後も講道館評議員・同審議部長・同参与のほか、全日本柔道連盟理事・同評議員、日本武道学会会員・同常任理事、武道評議会委員等を歴任する。
また文部省主催の学校体育指導者実技講習会の講師として、1963年から1984年まで20年以上の永きに渡り実技指導を通じた学校体育の正しい指導法の普及に尽力した。
また、柔道の国際普及に関する貢献も顕著で、技術指導のほか1961年には国際柔道連盟初代スポーツ理事に就任し、国際ルールの制定、スポーツコードの作成、世界選手権大会やオリンピックの運営といった多岐に渡る業務を担当し、1979年に辞任するまでの18年間、国際柔道の整備に尽くして国際柔道連盟の名誉会員（永久）に。また、『写真で見る柔道』『柔道トレーニング法』『入門双書柔道』ほか柔道関係の英文書を多く著した。
これら永年の功績から、1992年の講道館創立110周年記念式典において講道館より9段位を受け、昇段に際し「嘉納師範創始の道の理想はまだまだ遠いが、偉大な日本伝来文化である講道館柔道の継承、維持そして発展のために、更なる努力と最善を尽くしたい」と語っていた。また1998年、勲三等瑞宝章受章。
趣味は書道や尺八、南画、美術、音楽、バレエ鑑賞など多岐に渡り、余暇を惜しんでそれらを嗜（たしな）んでいたが、2002年11月に急性肺炎のため入院し翌03年1月16日に死去した。2003年叙従四位。

## 著書
- 『写真で見る柔道』 ベースボール・マガジン社 1954年
- 『柔道トレーニング法』 ベースボール・マガジン社 1958年
- 『入門双書柔道』 ベースボール・マガジン社 1960年
- 『柔道技の練習法』 ベースボール・マガジン社 1982年

### 共著書
- 『柔道大事典』（共著者／嘉納行光・中村良三・醍醐敏郎・竹内善徳・佐藤宣践）1999年11月　アテネ書房　ISBN 4871522059